# Duplaspidiotus angularis
Duplaspidiotus angularis är en insektsart som beskrevs av Ferris 1954. Duplaspidiotus angularis ingår i släktet Duplaspidiotus och familjen pansarsköldlöss.
Artens utbredningsområde är Jamaica. Inga underarter finns listade i Catalogue of Life.